# Playa de Tramaguera
Playa de Tramaguera är en strand i Spanien.   Den ligger i regionen Ceuta, i den södra delen av landet, 500 km söder om huvudstaden Madrid.